# Instituto Autárquico de Planeamiento y Vivienda
El Instituto Autárquico de Planeamiento y Vivienda (IAPV) es un organismo público de la provincia de Entre Ríos, Argentina, que se encarga de los planes de vivienda en ese territorio. 

## Historia
El gobernador de Entre Ríos Héctor Domingo Maya (1946-1950) creó durante su mandato la Junta Autónoma de la Vivienda a través de la cual se inició la construcción de miles de viviendas. Durante el gobierno de Raúl Lucio Uranga (1958-1962) la Junta es reemplazada por el Instituto Autárquico de Planeamiento y Vivienda mediante la ley provincial 4167/1959. Esta ley además estipula que el mismo dependerá del Ministerio de Obras Públicas y tendrá su sede en Paraná.
En 1989, mediante el Decreto Provincial 371/1989, se crean las sedes regionales del instituto en distintos puntos de la provincia.
En 1996 la provincia de Entre Ríos, a través del IAPV, adhiere al Sistema Federal de Vivienda.

## Objetivos
El objetivo fundamental del instituto es promover y producir una política habitacional para los sectores de menores recursos de la sociedad entrerriana.  Con este fin se desarrollan programas de construcción de viviendas, urbanización de villas y ejecución de obras de infraestructura básica. 

## Regionales
- Regional Centro Este: abarca los departamentos de Colón, Uruguay y Tala. Se ubica en la localidad de Concepción del Uruguay.
- Regional Oeste: abarca los departamentos de Paraná, La Paz, Villaguay, Diamante, Nogoyá y Victoria. Se ubica en la localidad de Paraná.
- Regional Salto Grande: abarca los departamentos de Concordia, Feliciano, Federal, Federación y San Salvador. Se ubica en la localidad de Concordia.
- Regional Sur: abarca los departamentos de Gualeguaychú, Gualeguay e Islas del Ibicuy. Se ubica en la localidad de Gualeguaychú.